# Libertatea

Primul număr al ziarului Libertatea

Ziarul "Informația Bucureștiului"

Libertatea este un ziar din România, atât print, cât și online, care publică articole din domenii precum social, știri naționale și internaționale, entertainment și lifestyle. A fost fondat în 22 decembrie 1989 (12.45 p.m.) de Octavian Andronic, devenind astfel primul ziar independent al Revoluției Române din 1989.
În fapt, este urmașul ziarului cu aparițe după amiaza, „Informația Bucureștiului”, care și-a încetat apariția cu aceeași dată.

## Apariția ziarului Libertatea, la București
Primul ziar postcomunist din România a apărut la scurt timp după ce Nicolae Ceaușescu, asediat de revoluționari, a decolat cu elicopterul de pe acoperișul sediului Comitetului Central. Redacția fostului ziar bucureștean, Informația Bucureștiului, a devenit redacția ziarului Libertatea.
Primul număr conținea 4 pagini și a fost publicat într-un timp record pentru nivelul tehnic din acea perioadă. 
Angajații au distribuit gratuit ziarul pe străzile Capitalei, sute de exemplare fiind aruncate de la balconul sediulului. Restul tirajului a fost încărcat în automobile Dacia și dus în punctele importante ale Bucureștiului.
Prima pagină titra, cu caractere mari: „Cetățeni! Frați români! Am învins! Tiranul a fost învins!” 
Din echipa fondatoare a ziarului Libertatea au făcut parte Octavian Andronic, primul redactor-șef al ziarului, Marian Cioba, Horia Tabacu, Sorin Roșca Stănescu, Ileana Coman, Stelian Moțiu, Gabriel Miron, Petru Calapodescu, Marian Ghiolduș, Val Voiculescu, Mihai Bărbulescu și Aurel Ghimpu.  
În prezent, primul număr al Libertății face parte din colecțiile muzeelor de specialitate, precum Muzeul Presei Sever Bocu’, unic în România, aflat în Jimbolia, județul Timiș. 

## Preluarea de către grupul elvețianRingier
În iulie 1994, ziarul Libertatea este preluat parțial de Ringier urmând ca, în primăvara lui 1995, Ringier să devină acționar în proporție de 100% .  
Din echipa de jurnaliști ce au luat parte la fondarea ziarului, Octavian Andronic rămâne redactor-șef și după preluarea de către elvețieni.

## Transformarea în cotidian național
După achiziția de către grupul elvețian Ringier, ziarul Libertatea trece printr-o serie de schimbări care îl propulsează către locul întâi pe piața românească de presă. Devine primul cotidian tipărit color din România  și, în 1996, devine cotidian național, cu acoperire în toată țara. 
În 1999, după ce o mare parte din echipa ziarului pleacă către Averea, ziarul Libertatea devine tabloid, după implementarea unui model de tabloid elvețian, Blick, adaptat cu succes în Ungaria și Slovacia de către trustul Ringier. 
În formatul nou, vânzările Libertății au crescut de la câteva zeci de mii la 250.000 exemplare vândute, pe zi. 

## Tabloidul Libertatea

Prima pagină din ediția de București a ziarului Libertatea

În 2002, Libertatea era cel mai bine vândut ziar din România, cu 151.409 exemplare (medie lunară, pe ediție), față de 129.389 exemplare vândute de Adevărul și 106.297 exemplare vândute de Evenimentul Zilei.
Conform cifrelor SNA, Libertatea număra cei mai mulți cititori fideli dintre toate cotidianele de pe piață, 575.000 de persoane, față de 473.000 pentru Evenimentul Zilei, 426.000 pentru Pro Sport, 327.000 pentru Gazeta Sporturilor, 251.000 pentru Național, 240.000 pentru Adevărul, 224.000 pentru România Liberă, 216.000 pentru Jurnalul Național, 101.000 pentru Ziua și 57.000 pentru Ziarul Financiar. 
Tot în 2002, Libertatea lansează ediția de duminică a ziarului, Libertatea de Duminică.  Ediția de duminica a fost întreruptă începând cu aprilie 2020.
Strategia editorială împreună cu mixul jurnalistic de conținut, cu precădere despre vedete, știri generale și divertisment, propulsează ziarul Libertatea pe poziția întâi, ca lider de piață în toate categoriile de publicații auditate, în perioada 2008-2009. 
Studiul Național de Audiență Focus, realizat în perioada iulie 2008 – iulie 2009, arată că tabloidul „Libertatea” se menținea pe primul loc în topul cotidianelor din România, cu 1.425.000 de cititori, față de 981.000 de cititori ai „Cancan”, care se afla pe locul 2. Podiumul era închis de „Click”, cu 938.000 de cititori. 

## Fata de la Pagina 5
Rubrica „Fata de la Pagina 5” a debutat odată cu transfomarea ziarului Libertatea în tabloid, devenind un brand în sine. A acționat ca rampă de lansare pentru numeroase fete, precum Laura Cosoi, Andreea Mantea sau Roxana Ionescu, devenite vedete naționale.
Notorietatea rubricii i-a adus și o serie de mențiuni în showbiz-ul autohton. În 2001, clubul Pub 18, aflat în cartierul bucureștean studențesc Regie, lansa un cocktail special, numit „Fata de la Pagina 5”.  În 2005, numele rubricii era purtat de către o melodie, compusă de Elena Zambilă și Marian Viteză. 
După aproape 20 de ani de la apariția primei fete în rubrică, ziarul Libertatea decide, în septembrie 2017, să renunțe la „Fata de la Pagina 5” , fiind în plin proces de repoziționare, din ziar tabloid în ziar popular.

## Repoziționarea Libertatea – din tabloid în cotidian de știri generale
În 2014, ziarul Libertatea începe un proces de repoziționare a propriului brand, din dorința de a avansa din formatul tabloid în cel de știri generale.  Atât pentru ediția tipărită cât și pentru cea online redacția își schimbă mixul jurnalistic și începe să abordeze, consistent, într-o manieră clasică, subiecte mari, generaliste, de la politică la informații externe. 
Are prioritate conținutul exclusiv, produs de jurnaliștii proprii și de corespondenții locali și externi.
În 2016, în urma ședinței Consiliului Director al BRAT (Biroul Român de Audit Transmedia), s-a decis, prin vot, încadrarea Libertatea din categoria „Tabloid” în categoria „Știri Generale”, astfel devenind, oficial, cotidian generalist. 

## Relansarea Libertatea
Odată cu achiziția ziarului Gazeta Sporturilor de către grupul Ringier, în vara anului 2018 , echipa editorială a ziarului Libertatea îl primește pe Cătălin Tolontan, fost redactor-șef al Gazetei. Dintr-o poziție de coordonare editorială, Cătălin și echipa de jurnaliști de investigație încep realizarea și publicarea, atât în ziar cât și în varianta online, a unor materiale de investigație jurnalistică.  Totodată, materialele de investigație cu caracter nesportiv, din Gazeta Sporturilor, încep a fi publicate în ziarul Libertatea.

## Materiale speciale și de investigație
- Libertatea a publicat, începând din 17 ianuarie 2023, o serie de investigații care au implicat ultimele două lovituri pe piața asigurărilor din România: falimentul City Insurance și insolvența Euroins. În plus, ziariștii au făcut dezvăluiri și din interiorul Autorității pentru Supraveghere Financiară (ASF). După două luni cu zeci de articole de ziar publicate, cu documente și cu mărturii ale oamenilor din interiorul ASF, dar și din interiorul companiilor de asigurări, statul a luat la cunoștință oficial joi seară, 16 martie 2023, că a avut loc o nouă insolvență pe piața asigurărilor.
- Pe 10 octombrie 2022, Cătălin Tolontan publica prima parte a unei investigații care viza dublul accident aviatic care a avut loc în Dobrogea în a doua zi a lunii martie a anului trecut. Cu date din dosarul penal, jurnalistul arată că Armata SUA și SMURD nu și-au trimis, din cauza vremii, elicopterele de salvare la accidentul de lângă Baza Kogălniceanu. MApN a făcut-o și au murit 7 oameni.
- Pe 22 august 2022, jurnalistele Alexandra Nistoroiu și Iulia Roșu prezentau publicului un caz cutremurător: în urmă cu aproape trei ani, în plină stare de urgență de COVID, un bărbat de 37 de ani a fost împușcat de mai multe ori de polițiștii chemați să-l liniștească pe tânărul confuz, care umbla desculț și îmbrăcat doar în boxeri prin blocul în care locuia. Ziarul prezenta și reacțiile polițiștilor după ce au văzut intervenția în cazul lui Alexandru Găzdac, dar și alte informații din culisele acestui caz. Plus un portret al victimei.
- Pe 28 februarie 2022, jurnaliștii Libertatea au vorbit cu învățătoarea din Ucraina devenită imaginea războiului, dar despre care propaganda prorusă susținea că este un fake. Interviul cu Olena Kurilo e preluat apoi de presa internațională. 
- La o lună de la începerea războiului din Ucraina, în martie 2022, jurnaliștii Iulia Marin, Răzvan Luțac și Vlad Chirea mergeau la cea mai asaltată graniță cu Ucraina, cea poloneză, pe unde treceau în fiecare zi mii de refugiați. O parte din seria de 13 reportaje de acolo poate fi citită aici, aici, aici sau aici. 
- În ultima lună a anului 2021, seria de dezvăluiri publicate de Libertatea a clătinat noul Guvern, unul mai puternic ca niciodată, conform sprijinului politic. Pe 15 decembrie, Florin Roman, ministrul cercetării, inovării și digitalizării, a demisionat. 
- În decembrie, ziarul a arătat cum Dan Raicu, asistent de la Spitalul de Copii Louis Țurcanu din Timișoara, a fost acuzat de cel puțin trei mămici de agresiune sexuală, însă spitalul a ascuns la sertar plângerile. Poliția a deschis, în aceeași zi, dosar penal.  
- Scriitorul și publicistul Petre Barbu, care are o rubrică în Libertatea, a remarcat în august 2020 că Primăria Sectorului 1 își face publicitate pe televizor la un spital care nu există. Primarul Dan Tudorache își promova astfel propria imagine pe bani publici. După articolul din Libertatea, Consiliul Național al Audiovizualului s-a sesizat. A numit spotul „o minciună” și a oprit  campania publicitară la „spitalul aflat în proiect”, dar prezentat ca „realizat”. 
- La începutul anului 2019, Libertatea documentează cel mai vechi caz de copil dispărut, din România .
Materialul, format din 2 părți , povestește despre Țiți, Cristescu Dumitru Laurențiu, un băiat în vârstă de 4 ani, dispărut pe 20 octombrie 1973, în București, în apropierea unei fabrici. Libertatea vorbește și despre portretul robot al unui Țiți adult, realizat de către Florin Lăzău, singurul polițist român specializat în age progression.
- „Ana de 1 Decembrie” este alt caz documentat de Libertatea, despre o tânără în vârstă de 18 ani, pe nume Ana Maria Tănasă, total imobilizată, cu tetrapareză spastică, în urma unui accident.  Ana a fost călcată pe trecerea de pietoni de o mașină, în Iași, în anul 2015, moment în care a paralizat. La publicarea articolului, procurorii încă nu îl trimit în instanță pe autorul accidentului, Eugen Sandu, fost șef al Gărzii de Mediu Iași. După 3 ani de la accident, jurnaliștii Libertatea îl vizitează pe singurul martor ocular al accidentului, Iulian Dumitru, stabilit în Anglia. Martorul recunoaște ziariștilor ca ei sunt primii care au venit să-l viziteze.  În data de 28 decembrie 2018, la aproape o lună după publicarea materialului din Libertatea, procurorii ieșeni îl trimit în judecată pe Eugen Sandu, autorul accidentului și îi suspendă dreptul de a conduce mașina .
- În Iulie 2018, Libertatea publică o investigație exclusivă despre Cristi Borcea, fost acționar și președinte executiv al clubului Dinamo București. Materialul, format din 2 părți, vorbește despre cum Cristi s-a îmbogățit, în timpul detenției din Penitenciarul Poarta Albă, în urma vânzării de gaz lichefiat, GPL, către diverse instituții de stat, printre care chiar Penitenciarul unde a fost întemnițat.  Printre clienții de stat se numără și Direcția Generală de Asistență Socială și Protecția Copilului Călărași, Poșta Română și Compania Națională de Căi Ferate „CFR” SA .
- Povestea pationarului de plastic, din parcul Carol, în București, este anchetată de Libertatea în luna decembrie 2018.  Materialul publicat enumeră și analizează contractele firmei care a cîștigat licitația pentru montarea patinoarului, contract în valoare de 80.000 Euro. Ziarul precizează că firma, Star Pro Center INTL, se promovează folosind fotografii cu patinoare care se vând pe site-ul de comerț din China, Alibaba.
-  „Jurnal de front din Afganistan” este o serie de reportaje și materiale video publicate în Februarie 2018, realizate de Dragoș Sasu și Ionuț Iordăchescu . Cei doi jurnaliști Libertatea au transmis, timp de 2 săptămâni, din zona de război din Afganistan.
- Libertatea publică un material despre publicitatea mincinoasă din propriul ziar, din presă, de pe TV și de pe internet.  Reportajul face referire la reclama unui supliment recomandat în afecțiunile oncologice, ce conține o substanță interzisă în Statele Unite ale Americii. În urma reportajului, clienții ziarului ce promovau astfel de suplimente s-au retras. 
-  Luni, 15 octombrie 2018, Libertatea publică povestea unei fetițe de 13 ani din Onești agresată sexual de tatăl său. Apoi continuă o serie de anchete și reportaje, în care arată că, în România, există numeroase cazuri în care pedofilii au fost găsiți vinovați și au primit sentințe cu suspendare, sau fără executare .
-  Marti, 5 februarie 2019, Libertatea publica cazul medicului fals Matthew Mode, pe numele adevărat Matteo Politi, care opera în mai multe clinici private din România de un an de zile fără a avea studii de specialitate. Știrea este preluata de principalele posturi de televiziune din România, dar si de New York Times, care, sub semnătura lui Palko Karasz, prezintă pe larg cazul lui Matteo Politi, citând Libertatea. 

## Colecțiile Libertatea
Zilnic și săptămânal, ziarul Libertatea vinde, la chioșcurile de difuzare a presei din țară, o serie de cărți și produse speciale. 
a. Seria de cărți ale autoarei Rodica Ojog Brașoveanu, lansată în 2015, cu apariție săptămânală, a cumulat 110000 cărți distribuite.
b. Colecția de DVD-uri Andre Rieu, o serie de 8 apariții săptămânale, a numărat 70000 DVD-uri distribuite
c. Colecția „Iubiri de poveste”, lansată în 2014, a totalizat peste 850000 cărți vândute, în decurs de 4 ani. 

## Tiraj și format
Libertatea are un tiraj zilnic de 36.905 exemplare, în semestrul I 2020, cu 11.732 de abonamente și 15.598 de exemplare vândute la chioșc, conform BRAT. 
În 2016, în urma ședinței Consiliului Director al BRAT, s-a decis, prin vot, încadrarea Libertatea din categoria „Tabloid” în categoria „Știri Generale”, astfel devenind, oficial, cotidian generalist.
Procesul de repoziționare editorială a început în 2014. 
Atât pentru ediția tipărită cât și pentru cea online, libertatea.ro, redacția își schimbă mixul jurnalistic și începe să abordeze, consistent, într-o manieră clasică, subiecte mari, generaliste, de la politică la informații externe.
Are prioritate conținutul exclusiv, produs de jurnaliștii proprii și de corespondenții locali și externi.

## Conținut editorial recurent
Libertatea este un cotidian cu apariție în format tipărit de luni până sâmbătă. Ediția de duminica a fost întreruptă începând cu aprilie 2020.
Vinerea, împreună cu ziarul este distribuit, gratuit, Suplimentul TV. 
Tot vinerea, pe site dar și în varianta tipărită, este publicat horoscopul săptămânal realizat de Urania.

## Site-ul Libertatea
Libertatea este un ziar care publică articole atât în format print, cât și digital. Varianta online este gratuită și oferă acces cititorilor la o arhivă de peste 670.000 de articole. 
Libertatea este în top 5 site-uri românești de știri, ca număr de vizitatori unici, conform BRAT.
În perioada martie 2019, ianuarie 2021, Libertatea găzduiește emisiunea de știri ”Adriana Nedelea, la fix”, difuzată live, online, de luni până vineri, cu două ediții zilnice, pe canalul de YouTube - ”Adriana Nedelea, la fix”
Un alt format video apreciat de cititori este Uranissima, horoscopul realizat de Urania, care poate fi văzut în format video, în fiecare săptămână într-un playlist dedicat pe canalul YouTube libertatea, iar previziunile astrale pot fi citite în fiecare vineri, pe site, în secțiunea Horoscop Urania, dar și în ediția tipărită a ziarului. 
Zilnic, pe Libertatea sunt publicate opinii și comentarii editoriale, într-o secțiune dedicată - Opinii. 

## Premii
- Premii câștigate de Libertatea - Libertatea “Cel mai citit ziar” – Premiile Radar de Media (2011)[42]
- Site-ul Libertatea “Cea mai bună platformă de știri” – Premiile Radar de Media (2015)[43]
- Libertatea – ”Redacția anului 2019” – Premiile Superscrieri[44]
- Libertatea - Premiul Superscrieri 2019[45] pentru seria de anchete despre doctori falși.
- Libertatea – premiu FreeEX (2019)
- Libertatea - Superscrieri 2021 - Premiul I categoria Opinie - Elena Stancu, „De ce a votat diaspora cu AUR”
- Libertatea - Superscrieri 2021 - Premiul III categoria Opinie - Radu Umbreș, ”De ce „negru” este un concept rasial, dar Sebastian Colțescu nu este neapărat rasist”
- Libertatea - Superscrieri 2022 - Premiul II categoria Opinie – Când presa devine ecoul minciunilor spuse de un înalt prelat al BOR pe tema COVID. Și Libertatea greșește – Alexandra Nistoroiu
- Libertatea - Superscrieri 2022 - Premiul III categoria Opinie - De ce pleacă românii din țară? – Elena Stancu
- Libertatea - Superscrieri 2022 - Premiul III ex aequo categoria Investigație: „Domnul Florin Roman nu a urmat cursurile și nu a luat licență la noi” – Răzvan Luțac, Ciprian Ranghel, Cătălin Tolontan
- Libertatea - Superscrieri 2022 - Fotografie de News - Vlad Chirea - Cine sunt cei care îi ajută pe migranții de pe străzile Timișoarei. „Vreți să ne rugăm acum? Voi în limba voastră, noi în limba noastră
- Vlad Chirea, jurnalist Libertatea, câștigător Superscrieri 2023 - Fotojurnalism – fotografie de News, cu REPORTAJ la 2.025 de metri altitudine. Violonistul Alexandru Tomescu a dus Stradivariusul în Bucegi, în ultimul concert „Paganini Magic”, text scris de Maria Andrieș.
- La categoria Opinie, premiile Superscrieri 2023, locurile I și II au fost obținute de Elena Stancu, pentru Badantele care îngrijesc bătrâni în Italia pentru ca familiile lor să trăiască fără griji în România și de Andrei Popoviciu Românii i-au primit călduros pe refugiații ucraineni. Acum jumătate de an, cei sirieni primeau bastoanele polițiștilor români.
- Libertatea a fost desemnată Redacția anului, la Superscrieri 2023

## Editori
- Cătălin Tolontan
- Octavian Andronic - primul redactor-șef Libertatea

## Contributori notabili
- Vasile Ernu
- Petre Barbu
- Mircea Toma